# ハリー・E・ヤーネル
ハリー・アーヴィン・ヤーネル（Harry Ervin Yarnell、1875年10月18日 - 1959年7月7日）は、アメリカ合衆国の海軍軍人。最終階級は海軍大将。

## 経歴

### 生い立ち
ヤーネルはアイオワ州インディペンデンスの近くに生まれる。1893年、海軍兵学校に入学し、卒業後は戦艦オレゴン (USS Oregon, BB-3) に乗り組み1898年7月3日にサンチャゴ・デ・キューバ海戦に参加した後、1899年7月1日に少尉として任官、アジアステーションに配属された。米比戦争の間はフィリピンで勤務し、義和団の乱時はアジア戦隊に配属されていた。1902年には駆逐艦デイル (USS Dale, DD-4) の艦長に着任した。

### 第一次世界大戦
ヤーネルはアジア勤務から竣工したばかりの戦艦コネチカット (USS Connecticut, BB-18) に配属され、グレート・ホワイト・フリートの世界周航に参加した。続いてニューポート水雷ステーションで勤務し、第一次世界大戦の間に米海軍大学校（NAVWARCOL）で学んだ後、ジブラルタルで勤務、その後ウィリアム・シムズ提督のスタッフとしてロンドンで勤務した。

### 戦間期
その後陸上勤務と海上勤務を交互に行い、1927年9月に空母サラトガ (USS Saratoga, CV-3) 艦長に着任した。ヤーネルはサラトガの艦長職を就役から1928年8月17日まで務め、その後海軍少将として蒸気工学局局長に着任した。
1930年1月から4月までヤーネル提督はロンドン海軍軍縮会議におけるアメリカ代表団への海軍アドバイザーであった。1936年10月に海軍大将に昇進、アジア艦隊司令官に着任した。
1932年2月、ヤーネルは後に演習「フリート・プロブレム13」として議論されるようになった空母戦術を開発した。ヤーネル少将は空母レキシントン (USS Lexington, CV-2) とサラトガを指揮し、ハワイが航空攻撃に対して脆弱であることのデモンストレーションを行った。演習では戦艦による攻撃が行われるものと考えられたが、ヤーネルは戦艦を後方へ下げ、察知されづらいだろうということで空母だけをハワイ北部へ進出させた。嵐が空母をカバーし、2月7日日曜日の夜明けに麾下の152機が北東から湾を攻撃した。10年後に日本軍が行ったように。陸軍の飛行場は第一波攻撃で沈黙し、その後に戦艦が攻撃、何発かが艦艇に命中と判断された。防衛側の航空機は離陸することができなかった。海軍の模擬戦判定は攻撃が成功であると宣言し、ヤーネル提督は日本軍の脅威について検討を始めることとなった。
ニューヨーク・タイムズは演習24時間が経過した後にさえ、防衛側が攻撃側艦隊を発見できなかったことを報じた。アメリカの情報機関は日本側がこの演習について報告を行ったことを感知していた。皮肉なことにアメリカでは戦艦信奉者の提督たちが海軍戦術の再評価を否決した。模擬戦判定の報告ではヤーネルの空母戦術の見事な成功について言及さえしなかった。代わりに彼らは「空母への具体的な損害とそれに伴う大きな損失を被ることなく、強力な航空防御に直面しながらオアフ島への空襲を行うことができるかどうか疑わしい。」と記した。

### 第二次世界大戦
1936年10月から1939年７月まで、アジア艦隊司令官を3年間つとめた後、ヤーネル提督は退役者リスト入りした。しかしながら戦争への不安が高まる1941年11月1日、海軍長官のオフィスに呼び出され、中国に対する軍事支援の特別アドバイザーとなる。
ヤーネル提督は1943年1月15日に現役任務を離れるが、6月には再び海軍作戦部の特別セクション長となり、1944年12月に再び退役した。
ヤーネル提督は退役後の1959年、ロードアイランド州ニューポートの自宅で死去した。その長い経歴において海軍十字章、殊勲章、大英帝国勲章、中華民国勲章など多くの勲章を受章した。
彼の栄誉を称えリーヒ級ミサイル巡洋艦の2番艦がその名を命名された。